# Демьяс
Демьяс — село в Дергачёвском районе Саратовской области. Административный центр Демьясского сельского поселения. Железнодорожная станция Демьяс на линии Саратов — Озинки Приволжской железной дороги. Проходит федеральная трасса А-298 (часть европейского маршрута Е38).

## География
Село находится в восточной части Саратовской области, в степной зоне, в пределах Сыртовой равнины, на расстоянии примерно 25 километра по прямой к востоку от посёлка городского типа Дергачи, административного центра района. Абсолютная высота — 86 метров над уровнем моря. Ближайшие населённые пункты — посёлки Радуевка, Славин и Тимонин. Рядом с селом протекает река Алтата, впадающая в Большой Узень. Юго-восточнее от села находится Демьясский дол (Овраг Демьяс) - русло пересохшей одноимённой реки некогда впадавшей в реку Алтата, простирающийся на 20 километров с запада на восток, в честь которого село получило своё название.

## История

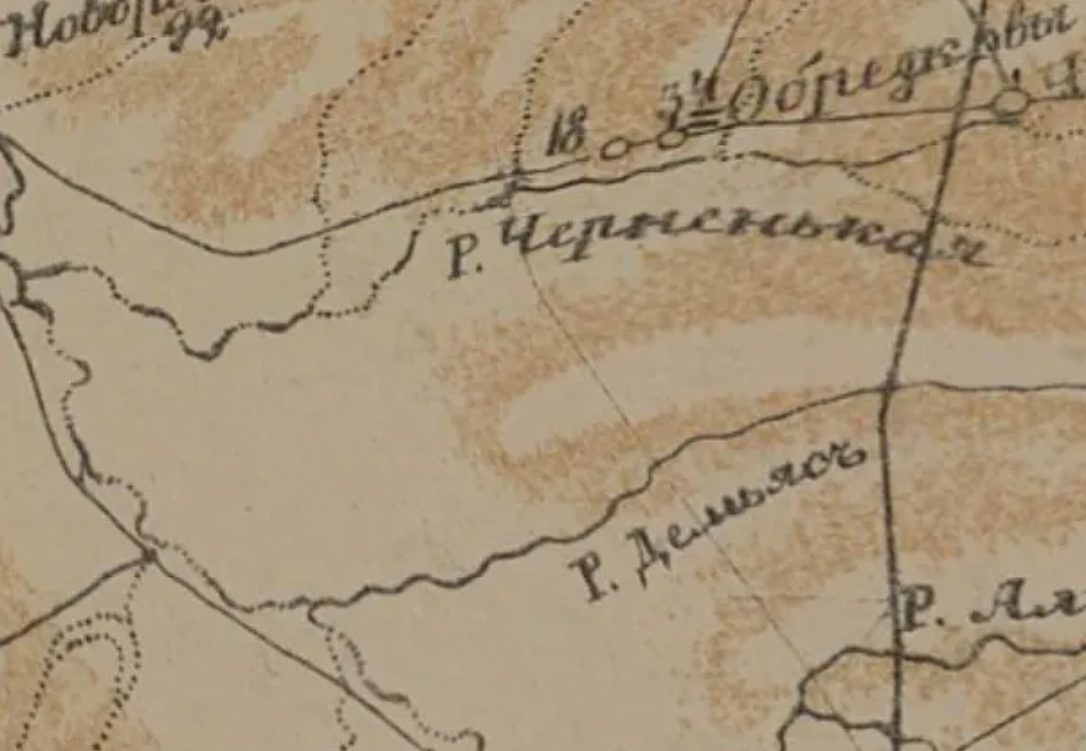
Атлас Оренбургского края 1869 года, окрестности Натальинской волости

Село Демьяс было образовано в 1868 году на берегу реки Чёрненькой. Наименование села произошло от названия речки протекавшей недалеко к юго-востоку . Позднее, после завершения строительства Рязано-Уральской железной дороги, село стало подтягиваться к ней. В 1894 году была основана железнодорожная станция Демьяс, на ветке Саратов–Уральск. Станция входила в состав Натальинской волости Новоузенского уезда.
При станции имелось железнодорожное зернохранилище на 16 вагонов, куда свозили и отправляли дальше на продажу хлеб с окрестных экономий (до 600 тысяч пудов ежегодно), крупнейшие из которых принадлежали княгине Гагариной (9000 десятин), Мальцеву (8000 десятин), Кобзарю (6500 десятин), Кнорринг (3000 десятин). Кроме зерна со станции отправляли составы с сеном и рогатым скотом, пассажирскими поездами отъезжали до двух тысяч человек в год. В период столыпинских реформ район станции начал заселяться переселенцами с юга России.
С началом гражданской войны и боевых действий против уральских белоказаков в апреле 1918 года Демьяс был занят Хвалынской ротой красных. Летом район станции и расположенного чуть севернее волостного села удерживали 1-й Новоузенский, Пензенский и Балашовский полки. 17 августа белые открыли по ним ураганный артиллерийский огонь, в результате которого орудия красных были сбиты с позиций и замолчали. Одновременно со стороны Чалыклы повела наступление белая пехота (2000 штыков), прикрываемая с флангов двумя конными отрядами, первый из которых (1000 сабель) пошёл в обход Натальино, а второй (2000 сабель) – в тыл Демьяса. Батальон Пензенского полка отступил из Натальино к станционной водокачке, где был атакован пехотой. Новоузенский полк отбил атаку белой конницы, но без поддержки артиллерии, израсходовав к концу дня почти все патроны, красные оказались в крайне непростом положении.

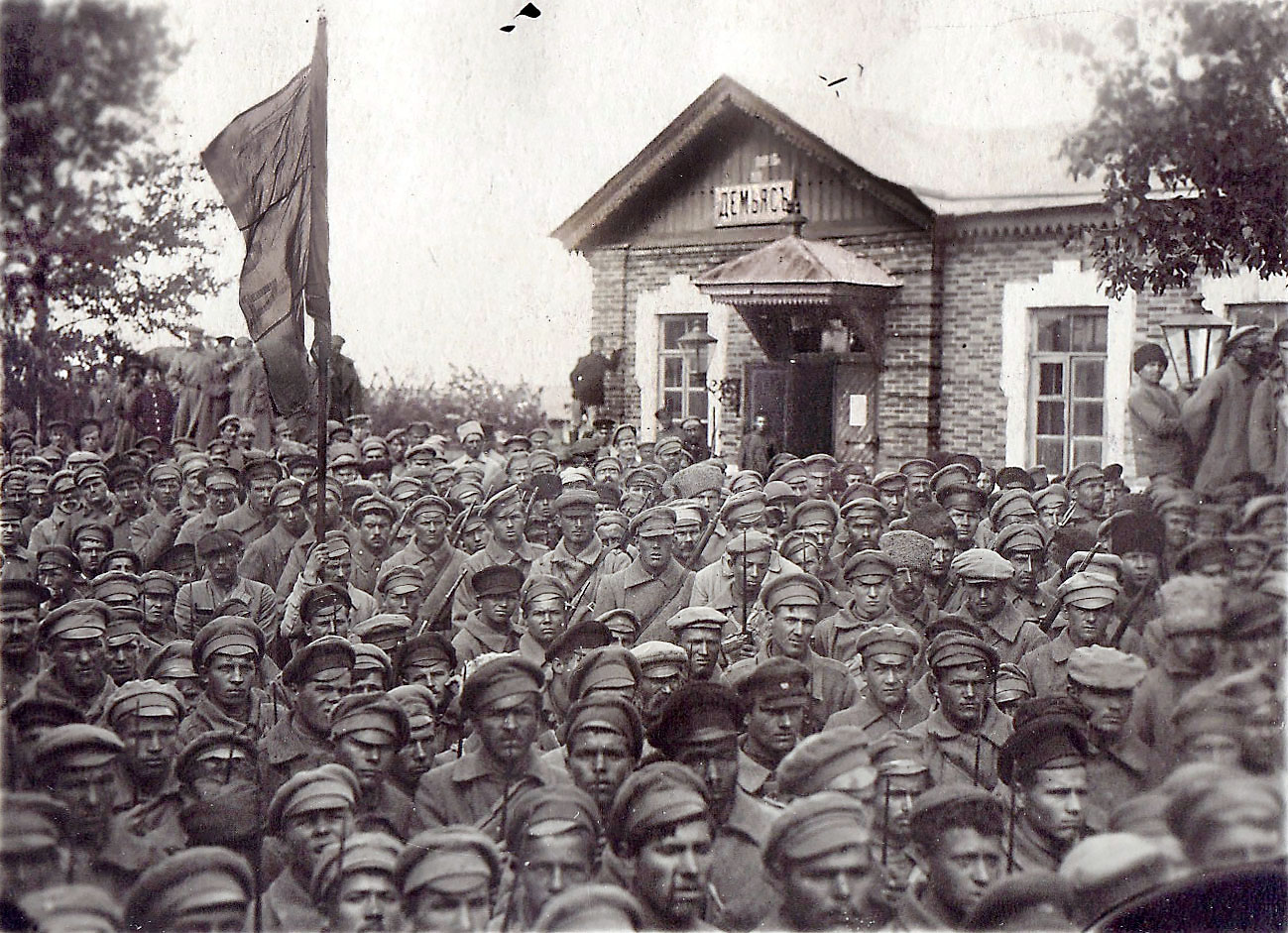
Митинг красноармейцев на станции Демьяс

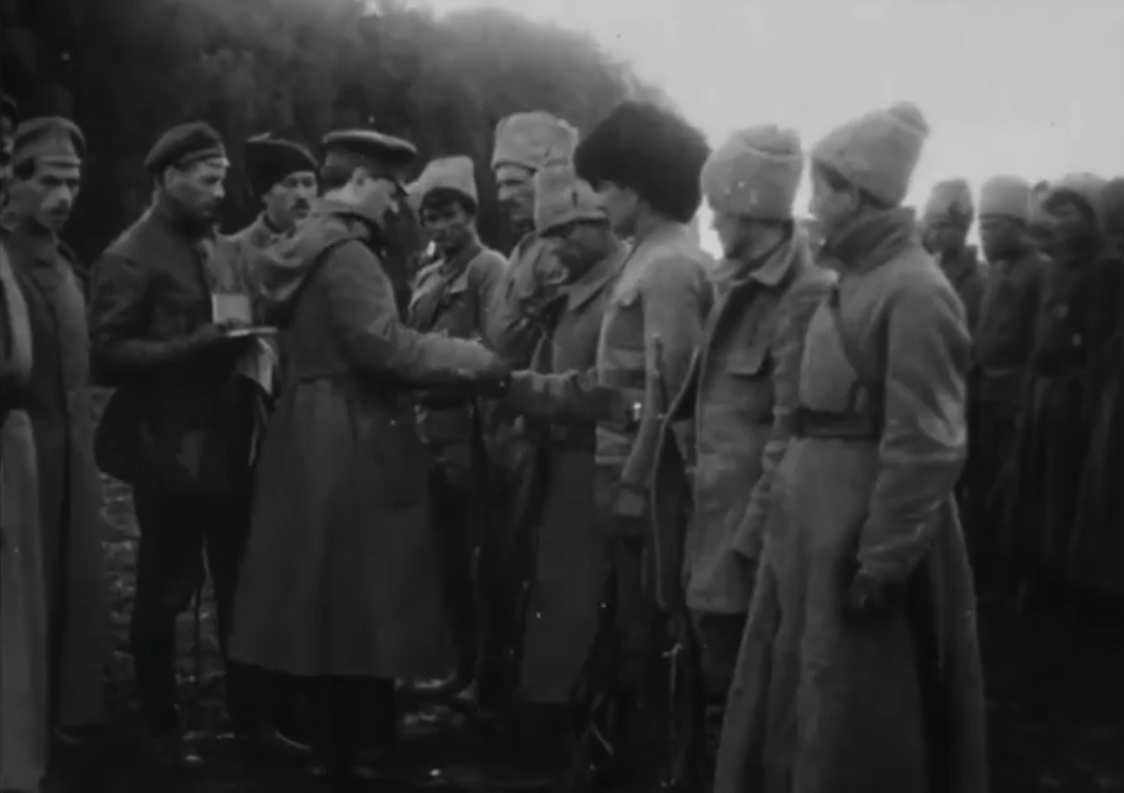
Лев Троцкий награждает эскадрон Опасова на станции Демьяс

Комдив Штромбах дважды запрашивал разрешение отвести полки из Демьяса в укрепрайон при Дергачах, но оба раза получил запрет из штаба и обещание подмоги в лице Куриловского полка. Бой продолжался всю ночь, и на утро красные всё-таки отступили и заняли окопы у станции Алтата, где с запозданием встретились с Куриловским полком и остановили наступление белых.
С приходом мирного времени посёлок при станции начал разрастаться. В 1925 году открылась семилетняя школа для детей из Демьяса и окрестных деревень, которой отдали четыре приспособленных здания. В 1929 году был основан колхоз имени Максима Горького, в который также вошли хозяйства сёл Тимонино и Свободное. В начале 1930-х годов был построен Демьясский элеватор - крупный склад по приёмке зерна (Заготзерно). В 1934 году в Демьясе открылись отделение связи и машинно-тракторная станция, кроме того в этот период работала небольшая электростанция на нефтяном двигателе. Великая Отечественная война унесла жизни 170 жителей Демьяса. В 1959 году в колхоз имени Максима Горького вошёл образованный в 1931 году колхоз "14 годовщина Октября" (посёлки Славино, Радуевка, Ковригин и Гербовка). В 1962 году школу-семилетку реорганизовали в восьмилетнюю школу. В 1966 году был построен дом культуры, в 1968-м – новая школа, ставшая через три года средней, в 1974 году – здание сельсовета, в 1979-м – типовой двухэтажный детский сад "Солнышко"
12 января 1981 года был построен крупный животноводческий комплекс, по откорму быков, численностью до 5 тысяч голов — совхоз «Демьясский». Совхоз закупал у окрестных граждан бычков по 150 килограммов, откармливал до 600 и сдавал на мясокомбинат в Энгельс. Совхоз продолжал свою работу до 2008 года вплоть до своей ликвидации.

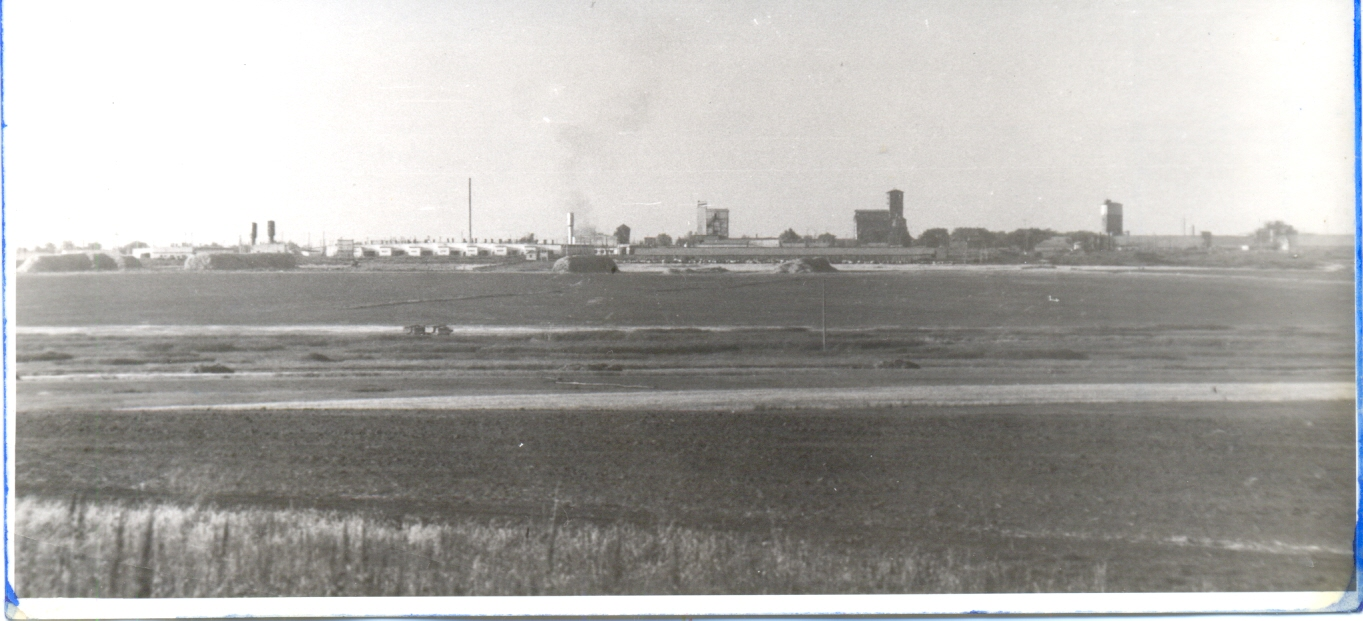
Слева - Демьясский совхоз. Справа - Заготзерно

## Население
| 2002 | 2010 |
| ---- | ---- |
| 1007 | ↘750 |

## Инфраструктура

#### Экономика
До начала 2000-х годов, градообразующими составляющими села были колхоз «им. Максима Горького» и Товарищество «Демьясское», в котором работала большая часть населения. В связи с самоликвидацией колхоза и товарищества, часть населения, которая не смогла впоследствии трудоустроится, была вынуждена устраиваться на работу в город, что повлекло за собой отток трудовых ресурсов.
В настоящее время, главным и единственным предприятием села является ООО «Демьясский Хлеб».
Широко распространено личное подсобное хозяйство.

#### Образование и культура
В 1925 году была образована неполная средняя школа, в 1962 была реорганизована в восьмилетнюю. В 1986 году было построено новое трёхэтажное здание Демьясской школы Архивная копия от 25 августа 2018 на Wayback Machine, которая стала выпускать учащихся со средним образованием. Также, в школе обучаются дети с посёлков Радуевка и Славин.
Директора:

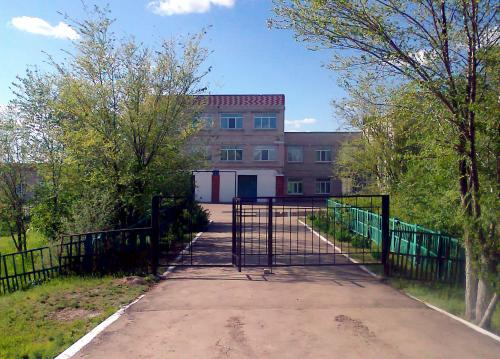
Фото трёхэтажного здания Демьясской школы, построенное в 1986 году.

- Абдрашитов Андрей Андреевич (1986—1990 г.)
- Степаненко Виктор Григорьевич (1990—1992 г.)
- Квашнева Надежда Яковлевна (1992 — 2005 г.)
- Дикарев Геннадий Юрьевич (2005 — 2011 г.)
- Васильева Татьяна Анатольевна (2011 — 2013 г.)
- Козловская Татьяна Ивановна (2013—2018 г.)
- Кочубей Светлана Тимофеевна (2018 — настоящее время)

Дошкольное образование осуществляется в детском саде «Солнышко», который был образован в 1979 году.
В центре села находится Сельский Дом Культуры с библиотекой и музейной комнатой.

#### Связь
Связь осуществляет отделение Почты России (индекс 413470).
На окраине села находится вышка сотовой связи МТС, а также, на здании Сушильно-очистительной башни предприятия ООО «Демьясский Хлеб», установлены антенны операторов Мегафон, Билайн.
В 2014 году в село был проведён оптоволоконный кабель кампании «Ростелеком» — интернет, интерактивное телевидение.
Администрация Демьясского муниципального образования по адресу: ул. Молодёжная, дом 15.

#### Памятники
В Демьясе находится памятник погибшим в Великой Отечественной войне. Рядом с памятником, установлены плиты, с именами земляков-Героев Советского Союза.
Напротив здания дома культуры, установлен памятник Максиму Горькому.
Рядом с селом, на трассе 63А-00001, стоит стела колхоза.

#### Прочее
В селе действует распределительная электрическая подстанция «Демьясская» 110 кВ/10 кВ, которая обеспечивает электричеством ближайшие населённые пункты.
Водонапорная башня обеспечивает село питьевой водой.
Стационарный газорегуляторный пункт обеспечивает село природным газом.
В здании Детского сада действует фельдшерско-акушерский пункт.
Работают продуктовые магазины.

## Транспорт
Село доступно автомобильным и железнодорожным транспортом. Остановка общественного транспорта «Демьяс».